# 礒部希帆
礒部 希帆（いそべ きほ、1991年9月28日 - ）は、日本のタレント、歌手、グラビアアイドル。旧芸名は希帆。所属事務所はAVILLA（アヴィラステージ）。神奈川県横浜市出身。

## 略歴
2016年2月に友人である重盛さと美らとともに、ガールズユニット「LLS」のメンバーとしてデビュー。
2020年5月、重盛がYouTubeで発表したミュージックビデオ「重盛さと美feat.友達 TOKYO DRIFT FREESTYLE」に「友達」として客演。2024年8月時点で3,500万回再生を記録している。

## 人物
身長160cm、血液型はAB型、スリーサイズは、B88・W59・H90。趣味は料理で、アスリートフードマイスター3級の資格を取得している。

### 実家について
実家が貧乏であり、2020年に発表した楽曲「uchiseiuchi feat. 友達」のミュージックビデオでは、「屋根がない」「床が土のところもある」など破損が著しい実家をドローンで空撮して制作された。また、重盛が実家を訪問した動画を自身のYouTubeチャンネルで公開した。
この実家については、親友である重盛にもかつては隠していたが、やむを得ず自身の事情を説明するために実家の写真を重盛に送ったところ、重盛に面白く捉えられたという。それをきっかけに、「コンプレックスは武器だ」と考えるようになったという。

## 作品

### CD
- LOVE GAME (2016年2月24日、ユニオンミュージックジャパン)
- Dig your heart (2016年9月9日、タツミコーポレーション)
- Don't Look Back (2017年12月24日、タツミコーポレーション)
- GIMME (2019年7月21日、アヴィラミュージック)
- uchiseiuchi (2020年9月28日、Scratch Records)

### イメージDVD
- 素敵なときめき (2016年10月21日、イーネット・フロンティア)
- HOPE (2017年1月31日、スパイスビジュアル)
- Mature sexy (2017年3月3日、グラッソ)

## 出演

### テレビ

#### 過去の出演番組
- めちゃ×2イケてるッ! (2016年11月、フジテレビ)
- 淳のスター発掘大作戦!! (2017年10月 - 2018年9月、中京テレビ) - レギュラー
- 中居くん決めて! (2019年6月10日、TBS)
- 参りました!貧ぼっちゃまの大発明 (2020年7月24日、フジテレビ)
- カイモノラボ (2020年8月、TBS)
- じっくり聞いタロウ〜スター近況（秘）報告〜 (2020年8月6日、テレビ東京)
- 家事ヤロウ!!! (2020年8月26日、テレビ朝日)
- ダウンタウンDX (2024年9月18日、日本テレビ)
- 家、ついて行ってイイですか? (2024年12月8日、テレビ東京)

### ラジオ
- 重盛さと美とふくよかな仲間たち (2016年2月17日、文化放送)[3]

### インターネット
- ナナイロ〜FRIDAY〜 (2016年6月、モデルプレス TV by ひかり TV 4K)
- Rakuten SUPER LIVE TV (2017年2月、楽天)
- サントリー裏酒場 #1 (2020年8月、YouTube サントリー公式チャンネル)

### 舞台
- 魔銃ドナークロニクル (2016年9月28日 - 10月2日、六行会ホール)

### CM
- 銀座ステファニー化粧品「REACHホワイトニング EX」 (2019年11月 - 2020年11月) - web広告